# Zolfo Springs
Zolfo Springs é a única vila localizada no estado americano da Flórida, no condado de Hardee. Foi incorporada em 1904.

## Geografia
De acordo com o United States Census Bureau, a vila tem uma área de 4,5 km², onde todos os 4,5 km² estão cobertos por terra.

### Localidades na vizinhança
O diagrama seguinte representa as localidades num raio de 40 km ao redor de Zolfo Springs.

## Demografia
Segundo o censo nacional de 2010, a sua população é de 1 827 habitantes e sua densidade populacional é de 403,1 hab/km²}}. Possui 587 residências, que resulta em uma densidade de 129,5 residências/km².